# برج الویر
برج الویر (به اسپانیایی: Alvear Tower) یک آسمان‌خراش در آرژانتین است که در بوئنوس آیرس واقع شده‌است.